# Großer Preis von Australien 1992
Der Große Preis von Australien 1992 (offiziell LVII Australian Grand Prix) fand am 8. November auf dem Adelaide Street Circuit in Adelaide statt und war das 16. und letzte Rennen der Formel-1-Weltmeisterschaft 1992.

## Berichte

### Hintergrund
Dasselbe Teilnehmerfeld, das zwei Wochen zuvor den Großen Preis von Japan bestritten hatte, absolvierte auch das Saisonfinale in Australien.
Maurício Gugelmin, Stefano Modena, Oliver Grouillard und Jan Lammers bestritten ihren letzten Grand Prix.
Mit Ayrton Senna, Thierry Boutsen und Gerhard Berger (jeweils einmal) traten drei ehemalige Sieger zu diesem Grand Prix an.

### Training
Nigel Mansell qualifizierte sich für die Pole-Position vor Senna. In der zweiten Startreihe folgten deren jeweiligen Teamkollegen Riccardo Patrese und Berger vor Michael Schumacher, Jean Alesi, Andrea de Cesaris und Martin Brundle.

### Rennen
Während Mansell vor Senna in Führung ging, kollidierten weiter hinten im Feld Pierluigi Martini, Grouillard und Michele Alboreto. Gugelmin, der ebenfalls leicht in den Unfall verwickelt wurde, konnte das Rennen zunächst fortsetzen. Er verunglückte allerdings wenige Runden später aufgrund von Bremsversagen, da im Zuge der Kollision eine Bremsleitung beschädigt worden war.
In Runde 19 verlangsamte Mansell abrupt. Senna, der damit nicht rechnete und nicht schnell genug reagierte, prallte in das Heck seines Konkurrenten und unterstellte diesem später Absicht, nachdem beide ausgeschieden waren. Patrese und Berger duellierten sich daraufhin um die Führung, bis Berger in der 34. Runde durch einen Boxenstopp auf den dritten Rang hinter Schumacher zurückfiel. Als dieser wenig später ebenfalls stoppte, kam es zu einem erneuten Positionstausch zwischen den beiden. Patrese, der plante, das Rennen ohne zwischenzeitlichen Reifenwechsel zu absolvieren, schied nach 50 Umläufen wegen eines Motorschadens aus.
Berger siegte vor Schumacher, Brundle und Alesi. Mit Boutsen und Stefano Modena auf den Plätzen fünf und sechs erzielten zwei Piloten im letzten Saisonrennen ihre jeweils ersten und demzufolge einzigen WM-Punkte des Jahres.

## Meldeliste
| Team                           | Nr. | Fahrer               | Chassis        | Motor                       | Reifen |
| ------------------------------ | --- | -------------------- | -------------- | --------------------------- | ------ |
| Honda Marlboro McLaren         | 01  | Ayrton Senna         | McLaren MP4/7A | Honda RA122E 3.5 V12        | G      |
| Honda Marlboro McLaren         | 02  | Gerhard Berger       | McLaren MP4/7A | Honda RA122E 3.5 V12        | G      |
| Tyrrell Racing Organisation    | 03  | Olivier Grouillard   | Tyrrell 020B   | Ilmor 2175A 3.5 V10         | G      |
| Tyrrell Racing Organisation    | 04  | Andrea de Cesaris    | Tyrrell 020B   | Ilmor 2175A 3.5 V10         | G      |
| Canon Williams Team            | 05  | Nigel Mansell        | Williams FW14B | Renault RS3C 3.5 V10        | G      |
| Canon Williams Team            | 06  | Riccardo Patrese     | Williams FW14B | Renault RS3C 3.5 V10        | G      |
| Footwork Mugen Honda           | 09  | Michele Alboreto     | Footwork FA13  | Mugen-Honda MF-351H 3.5 V10 | G      |
| Footwork Mugen Honda           | 10  | Aguri Suzuki         | Footwork FA13  | Mugen-Honda MF-351H 3.5 V10 | G      |
| Team Lotus                     | 11  | Mika Häkkinen        | Lotus 107      | Ford Cosworth HB 3.5 V8     | G      |
| Team Lotus                     | 12  | Johnny Herbert       | Lotus 107      | Ford Cosworth HB 3.5 V8     | G      |
| March F1                       | 16  | Jan Lammers          | March CG911    | Ilmor 2175A 3.5 V10         | G      |
| March F1                       | 17  | Emanuele Naspetti    | March CG911    | Ilmor 2175A 3.5 V10         | G      |
| Camel Benetton Ford            | 19  | Michael Schumacher   | Benetton B192  | Ford Cosworth HB 3.5 V8     | G      |
| Camel Benetton Ford            | 20  | Martin Brundle       | Benetton B192  | Ford Cosworth HB 3.5 V8     | G      |
| BMS Scuderia Italia            | 21  | JJ Lehto             | Dallara 192    | Ferrari 037 3.5 V12         | G      |
| BMS Scuderia Italia            | 22  | Pierluigi Martini    | Dallara 192    | Ferrari 037 3.5 V12         | G      |
| Minardi Team                   | 23  | Christian Fittipaldi | Minardi M192   | Lamborghini 3512 3.5 V12    | G      |
| Minardi Team                   | 24  | Gianni Morbidelli    | Minardi M192   | Lamborghini 3512 3.5 V12    | G      |
| Ligier Gitanes Blondes         | 25  | Thierry Boutsen      | Ligier JS37    | Renault RS3C 3.5 V10        | G      |
| Ligier Gitanes Blondes         | 26  | Érik Comas           | Ligier JS37    | Renault RS3C 3.5 V10        | G      |
| Scuderia Ferrari               | 27  | Jean Alesi           | Ferrari F92AT  | Ferrari 040 3.5 V12         | G      |
| Scuderia Ferrari               | 28  | Nicola Larini        | Ferrari F92A   | Ferrari 040 3.5 V12         | G      |
| Central Park Venturi Larrousse | 29  | Bertrand Gachot      | Venturi LC92   | Lamborghini 3512 3.5 V12    | G      |
| Central Park Venturi Larrousse | 30  | Ukyō Katayama        | Venturi LC92   | Lamborghini 3512 3.5 V12    | G      |
| Sasol Jordan Yamaha            | 32  | Stefano Modena       | Jordan 192     | Yamaha OX99 3.5 V12         | G      |
| Sasol Jordan Yamaha            | 33  | Maurício Gugelmin    | Jordan 192     | Yamaha OX99 3.5 V12         | G      |

## Klassifikationen

### Qualifying
| Pos. | Fahrer               | Konstrukteur         | 1. Qualifikationstraining | 1. Qualifikationstraining | 2. Qualifikationstraining | 2. Qualifikationstraining | Start |
| Pos. | Fahrer               | Konstrukteur         | Zeit                      | Ø-Geschwindigkeit         | Zeit                      | Ø-Geschwindigkeit         | Start |
| ---- | -------------------- | -------------------- | ------------------------- | ------------------------- | ------------------------- | ------------------------- | ----- |
| 01   | Nigel Mansell        | Williams-Renault     | 1:13,732                  | 184,560 km/h              | 1:15,133                  | 181,119 km/h              | 01    |
| 02   | Ayrton Senna         | McLaren-Honda        | 1:14,202                  | 183,391 km/h              | 1:14,416                  | 182,864 km/h              | 02    |
| 03   | Riccardo Patrese     | Williams-Renault     | 1:14,370                  | 182,977 km/h              | 1:15,895                  | 179,300 km/h              | 03    |
| 04   | Gerhard Berger       | McLaren-Honda        | 1:15,114                  | 181,165 km/h              | 1:15,688                  | 179,791 km/h              | 04    |
| 05   | Michael Schumacher   | Benetton-Ford        | 1:15,210                  | 180,933 km/h              | 1:16,613                  | 177,620 km/h              | 05    |
| 06   | Jean Alesi           | Ferrari              | 1:16,091                  | 178,838 km/h              | 1:17,213                  | 176,240 km/h              | 06    |
| 07   | Andrea de Cesaris    | Tyrrell-Ilmor        | 1:16,440                  | 178,022 km/h              | 1:17,333                  | 175,966 km/h              | 07    |
| 08   | Martin Brundle       | Benetton-Ford        | 1:16,562                  | 177,738 km/h              | 1:17,674                  | 175,194 km/h              | 08    |
| 09   | Érik Comas           | Ligier-Renault       | 1:16,727                  | 177,356 km/h              | 1:17,856                  | 174,784 km/h              | 09    |
| 10   | Mika Häkkinen        | Lotus-Ford           | 1:16,863                  | 177,042 km/h              | 1:17,868                  | 174,757 km/h              | 10    |
| 11   | Michele Alboreto     | Footwork-Mugen-Honda | 1:16,937                  | 176,872 km/h              | 1:17,621                  | 175,313 km/h              | 11    |
| 12   | Johnny Herbert       | Lotus-Ford           | 1:16,944                  | 176,856 km/h              | 1:18,099                  | 174,240 km/h              | 12    |
| 13   | Olivier Grouillard   | Tyrrell-Ilmor        | 1:17,037                  | 176,642 km/h              | 1:19,017                  | 172,216 km/h              | 13    |
| 14   | Pierluigi Martini    | Dallara-Ferrari      | 1:17,047                  | 176,619 km/h              | 1:18,043                  | 174,365 km/h              | 14    |
| 15   | Stefano Modena       | Jordan-Yamaha        | 1:17,231                  | 176,199 km/h              | 1:18,790                  | 172,712 km/h              | 15    |
| 16   | Gianni Morbidelli    | Minardi-Lamborghini  | 1:17,333                  | 175,966 km/h              | 1:19,661                  | 170,824 km/h              | 16    |
| 17   | Christian Fittipaldi | Minardi-Lamborghini  | 1:17,367                  | 175,889 km/h              | 1:19,441                  | 171,297 km/h              | 17    |
| 18   | Aguri Suzuki         | Footwork-Mugen-Honda | 1:17,409                  | 175,794 km/h              | 1:19,589                  | 170,978 km/h              | 18    |
| 19   | Nicola Larini        | Ferrari              | 1:17,465                  | 175,666 km/h              | 1:18,618                  | 173,090 km/h              | 19    |
| 20   | Maurício Gugelmin    | Jordan-Yamaha        | 1:17,805                  | 174,899 km/h              | 1:19,735                  | 170,665 km/h              | 20    |
| 21   | Bertrand Gachot      | Venturi-Lamborghini  | 1:17,808                  | 174,892 km/h              | 1:18,477                  | 173,401 km/h              | 21    |
| 22   | Thierry Boutsen      | Ligier-Renault       | 1:17,957                  | 174,558 km/h              | 1:17,976                  | 174,515 km/h              | 22    |
| 23   | Emanuele Naspetti    | March-Ilmor          | –                         | –                         | 1:18,138                  | 174,153 km/h              | 23    |
| 24   | JJ Lehto             | Dallara-Ferrari      | 1:18,565                  | 173,207 km/h              | 1:18,891                  | 172,491 km/h              | 24    |
| 25   | Jan Lammers          | March-Ilmor          | –                         | –                         | 1:18,843                  | 172,596 km/h              | 25    |
| 26   | Ukyō Katayama        | Venturi-Lamborghini  | 1:18,862                  | 172,555 km/h              | 1:20,306                  | 169,452 km/h              | 26    |

### Rennen
| Pos. | Fahrer               | Konstrukteur         | Runden | Stopps | Zeit        | Start | Schnellste Runde |
| ---- | -------------------- | -------------------- | ------ | ------ | ----------- | ----- | ---------------- |
| 01   | Gerhard Berger       | McLaren-Honda        | 81     | 1      | 1:46:54,766 | 04    | 1:16,807         |
| 02   | Michael Schumacher   | Benetton-Ford        | 81     | 1      | + 0,741     | 05    | 1:16,078         |
| 03   | Martin Brundle       | Benetton-Ford        | 81     | 1      | + 54,156    | 08    | 1:17,877         |
| 04   | Jean Alesi           | Ferrari              | 80     | 0      | + 1 Runde   | 06    | 1:19,119         |
| 05   | Thierry Boutsen      | Ligier-Renault       | 80     | 0      | + 1 Runde   | 22    | 1:18,398         |
| 06   | Stefano Modena       | Jordan-Yamaha        | 80     | 0      | + 1 Runde   | 15    | 1:18,888         |
| 07   | Mika Häkkinen        | Lotus-Ford           | 80     | 0      | + 1 Runde   | 10    | 1:18,950         |
| 08   | Aguri Suzuki         | Footwork-Mugen-Honda | 79     | 0      | + 2 Runden  | 18    | 1:19,092         |
| 09   | Christian Fittipaldi | Minardi-Lamborghini  | 79     | 0      | + 2 Runden  | 17    | 1:18,956         |
| 10   | Gianni Morbidelli    | Minardi-Lamborghini  | 79     | 0      | + 2 Runden  | 16    | 1:19,737         |
| 11   | Nicola Larini        | Ferrari              | 79     | 0      | + 2 Runden  | 19    | 1:19,202         |
| 12   | Jan Lammers          | March-Ilmor          | 78     | 0      | + 3 Runden  | 25    | 1:19,568         |
| 13   | Johnny Herbert       | Lotus-Ford           | 77     | 1      | + 4 Runden  | 12    | 1:18,572         |
| –    | JJ Lehto             | Dallara-Ferrari      | 70     | 0      | DNF         | 24    | 1:19,407         |
| –    | Emanuele Naspetti    | March-Ilmor          | 55     | 0      | DNF         | 23    | 1:21,053         |
| –    | Bertrand Gachot      | Venturi-Lamborghini  | 51     | 0      | DNF         | 21    | 1:19,895         |
| –    | Riccardo Patrese     | Williams-Renault     | 50     | 0      | DNF         | 03    | 1:18,069         |
| –    | Ukyō Katayama        | Venturi-Lamborghini  | 35     | 0      | DNF         | 26    | 1:21,502         |
| –    | Andrea de Cesaris    | Tyrrell-Ilmor        | 29     | 0      | DNF         | 07    | 1:20,607         |
| –    | Nigel Mansell        | Williams-Renault     | 18     | 0      | DNF         | 01    | 1:17,823         |
| –    | Ayrton Senna         | McLaren-Honda        | 18     | 0      | DNF         | 02    | 1:17,818         |
| –    | Maurício Gugelmin    | Jordan-Yamaha        | 7      | 0      | DNF         | 20    | 1:22,318         |
| –    | Érik Comas           | Ligier-Renault       | 4      | 0      | DNF         | 09    | 1:24,629         |
| –    | Michele Alboreto     | Footwork-Mugen-Honda | 0      | 0      | DNF         | 11    | –                |
| –    | Olivier Grouillard   | Tyrrell-Ilmor        | 0      | 0      | DNF         | 13    | –                |
| –    | Pierluigi Martini    | Dallara-Ferrari      | 0      | 0      | DNF         | 14    | –                |

## WM-Stände nach dem Rennen
Die ersten sechs des Rennens bekamen 10, 6, 4, 3, 2 bzw. 1 Punkt(e).

### Fahrerwertung
| Pos. | Fahrer               | Konstrukteur         | Punkte |
| ---- | -------------------- | -------------------- | ------ |
| 01   | Nigel Mansell        | Williams-Renault     | 108    |
| 02   | Riccardo Patrese     | Williams-Renault     | 56     |
| 03   | Michael Schumacher   | Benetton-Ford        | 53     |
| 04   | Ayrton Senna         | McLaren-Honda        | 50     |
| 05   | Gerhard Berger       | McLaren-Honda        | 49     |
| 06   | Martin Brundle       | Benetton-Ford        | 38     |
| 07   | Jean Alesi           | Ferrari              | 18     |
| 08   | Mika Häkkinen        | Lotus-Ford           | 11     |
| 09   | Andrea de Cesaris    | Tyrrell-Ilmor        | 8      |
| 10   | Michele Alboreto     | Footwork-Mugen-Honda | 6      |
| 11   | Érik Comas           | Ligier-Renault       | 4      |
| 12   | Karl Wendlinger      | March-Ilmor          | 3      |
| 13   | Ivan Capelli         | Ferrari              | 3      |
| 14   | Thierry Boutsen      | Ligier-Renault       | 2      |
| 15   | Johnny Herbert       | Lotus-Ford           | 2      |
| 16   | Pierluigi Martini    | Dallara-Ferrari      | 2      |
| 17   | Stefano Modena       | Jordan-Yamaha        | 1      |
| 18   | Christian Fittipaldi | Minardi-Lamborghini  | 1      |

| Pos. | Fahrer             | Konstrukteur                  | Punkte |
| ---- | ------------------ | ----------------------------- | ------ |
| 19   | Bertrand Gachot    | Venturi-Lamborghini           | 1      |
| 20   | Aguri Suzuki       | Footwork-Mugen-Honda          | 0      |
| 21   | JJ Lehto           | Dallara-Ferrari               | 0      |
| 22   | Gianni Morbidelli  | Minardi-Lamborghini           | 0      |
| 23   | Maurício Gugelmin  | Jordan-Yamaha                 | 0      |
| 24   | Olivier Grouillard | Tyrrell-Ilmor                 | 0      |
| 25   | Ukyō Katayama      | Venturi-Lamborghini           | 0      |
| 26   | Paul Belmondo      | March-Ilmor                   | 0      |
| 27   | Eric van de Poele  | Fondmetal-Ford / Brabham-Judd | 0      |
| 28   | Emanuele Naspetti  | March-Ilmor                   | 0      |
| 29   | Nicola Larini      | Ferrari                       | 0      |
| 30   | Damon Hill         | Brabham-Judd                  | 0      |
| 31   | Jan Lammers        | March-Ilmor                   | 0      |
| 32   | Gabriele Tarquini  | Fondmetal-Ford                | 0      |
| –    | Andrea Chiesa      | Fondmetal-Ford                | 0      |
| –    | Roberto Moreno     | Andrea Moda-Judd              | 0      |
| –    | Alessandro Zanardi | Minardi-Lamborghini           | 0      |

### Konstrukteurswertung
| Pos. | Konstrukteur         | Punkte |
| ---- | -------------------- | ------ |
| 01   | Williams-Renault     | 164    |
| 02   | McLaren-Honda        | 99     |
| 03   | Benetton-Ford        | 91     |
| 04   | Ferrari              | 21     |
| 05   | Lotus-Ford           | 13     |
| 06   | Tyrrell-Ilmor        | 8      |
| 07   | Footwork-Mugen-Honda | 6      |
| 08   | Ligier-Renault       | 6      |

| Pos. | Konstrukteur        | Punkte |
| ---- | ------------------- | ------ |
| 09   | March-Ilmor         | 3      |
| 10   | Dallara-Ferrari     | 2      |
| 11   | Jordan-Yamaha       | 1      |
| 12   | Minardi-Lamborghini | 1      |
| 13   | Venturi-Lamborghini | 1      |
| 14   | Brabham-Judd        | 0      |
| 15   | Fondmetal-Ford      | 0      |
| –    | Andrea Moda-Judd    | 0      |